# Nazionale femminile di pallacanestro del Principato di Monaco
La nazionale femminile di pallacanestro del Principato di Monaco rappresenta il Principato di Monaco nelle competizioni internazionali femminili di pallacanestro gestite dalla FIBA. È sotto il controllo della Fédération Monégasque de Basketball.

## Storia
Inattiva per molti anni, la nazionale monegasca femminile non ha mai partecipato a competizioni organizzate dalla FIBA Europe, ma ha preso parte ai giochi dei piccoli stati d'Europa, dove vanta 3 partecipazioni.

## Partecipazioni
Giochi dei piccoli stati d'Europa
- 1989 - 6ª
- 2015 - 4ª
- 2019 - 5ª